# جورج فرنسيس كاين
جورج فرنسيس كاين (بالإنجليزية: George Francis Kane)‏ هو لاعب شطرنج وكاتب أمريكي، ولد في 11 أغسطس 1948 في بالو ألتو في الولايات المتحدة.

## وصلات خارجية
- جورج فرنسيس كاين على موقع الاتحاد الدولي للشطرنج (الإنجليزية)
- جورج فرنسيس كاين على موقع مباريات الشطرنج (الإنجليزية)
- جورج فرنسيس كاين على موقع 365Chess.com (الإنجليزية)
- جورج فرنسيس كاين على موقع Chesstempo.com (الإنجليزية)
- جورج فرنسيس كاين على موقع الاتحاد الأمريكي للشطرنج (الإنجليزية)
- جورج فرنسيس كاين سجل أولمبياد الشطرنج على موقع OlimpBase.org (الإنجليزية)